# Силиньш, Янис (искусствовед)
Янис Силиньш (латыш. Jānis Siliņš; 1 июня 1896 — 8 марта 1990) — латышский искусствовед и художник. Доктор искусств (1944).

## Биография
Янис Силиньш родился 1 июня 1896 года в Риге.
Учился в художественной студии И. Машкова (1915—1919), в Казанском университете (1919—1921), в Казанских свободных художественных мастерских (1919—1921). Окончил философское отделение факультета филологии и философии Латвийского университета (1929).
Был доцентом Латвийского университета (1929—1944) и Латвийской академии художеств (1932—1940, 1941—1944); профессор (1943). В 1944 году эмигрировал в Германию. В 1951 году переехал на постоянное место жительства в США.
Был ректором работавшей в Вюрцбургском лагере беженцев Народной высшей школы, доцентом Вюрцбургского и Мюнхенского университетов (1946—1951), доцентом в колледже Роллинс (1956—1964) и директором Художественной галереи фонда Морзе во Флориде.
Был членом художественного объединения «Садарбс». Награждён латвийским орденом Трёх звёзд IV степени. Лауреат премии К. Барона (1938) и премии Латвийской академии наук (1990).

## Творчество
Печататься начал с 1916 года. Основная тема публикаций — латвийское и мировое изобразительное искусство, теория живописи. Автор книг: «Рудольф Перле» (1928), «Микеланджело и его художественные работы» (1930), «Карлис Зале» (1938), «Размышления о искусстве» (1942), «Лудольф Либертс» (1943). «Образы и идеи» (1964), «Мартиньш Круминьш» (1980). Писал пейзажи и натюрморты, работал в технике масляной живописи и акварели.